# José María Morelos, Sain Alto
José María Morelos är en ort i Mexiko.   Den ligger i kommunen Sain Alto och delstaten Zacatecas, i den centrala delen av landet, 600 km nordväst om huvudstaden Mexico City. José María Morelos ligger 1 965 meter över havet och antalet invånare är 1 225.
Terrängen runt José María Morelos är varierad. José María Morelos ligger nere i en dal. Runt José María Morelos är det glesbefolkat, med 11 invånare per kvadratkilometer. Närmaste större samhälle är Sain Alto, 14,3 km väster om José María Morelos. Omgivningarna runt José María Morelos är i huvudsak ett öppet busklandskap.